# Coréens
Cet article concerne le peuple coréen. Pour la langue coréenne, voir Coréen.
Les Coréens ou peuple Joseon (coréen hangeul/hanja : 한민족/韓民族, RR : Joseon) sont un groupe ethnique est-asiatique originaires de la péninsule de Corée et de Mandchourie méridionale. La majeure concentration de population se trouve dans les deux états de Corée du Nord et de Corée du Sud. En Corée du Sud, l'utilisation du terme Joseon est évitée d'être utilisée depuis 1950. Les Coréens forment d'importantes minorités ethniques, notamment en Chine (coréen hangeul/hanja : 조선족/朝鮮族, chinois simplifié : 朝鲜族 ; chinois traditionnel : 朝鮮族 ; pinyin : cháo xiǎn zú), de l'autre côté de la frontière nord-coréenne, où elle est reconnue comme minorité nationale; au Japon (japonais kanji : 在日, Zainichi) où elle jouit de droits particuliers; dans le Kraï Primorsky, en particulier ceux qui ont été contraints de migrer en Asie centrale et sont parfois appelés Goryeoin/Koryo-saram (coréen hangeul/hanja : 고려인/高麗人, russe : Корё-сарам); au Kazakhstan et en Sibérie (Russie).

## Origines
Les premières traces de la formation d'un peuple dit "proto-coréen" sont supposées vers le IVe siècle av. J.-C., quand la péninsule coréenne était divisée en deux États émergents : les royaumes de Gojoseon et de Jin.
Le royaume de Gojoseon entreprit des échanges entre les Qin et les Hans. En 108 av. J.-C., l'empereur Han Wu attaqua et détruisit le Gojoseon. Étant donné que les États Buyeo, Dongye, Okjeo, Goguryeo, Baekje et Silla succédant la période Gojoseon-Jin parlaient tous la même langue, on peut supposer que les royaumes de Gojoseon et de Jin parlaient de ce fait une langue commune[réf. nécessaire]. [Selon les documents historiques chinois, la langue de Buyeo serait la même que celle de Goguryeo, et celles d'Okjeo et Dongye seraient également presque les mêmes. ]
Diverses études ont constaté un apport de gènes mandchous, mongols, hans, japonais et d'autres ancêtres chez le peuple coréen. Sachant qu'aucune nation n'est pure et qu'elle absorbe la lignée hétérogène, on peut déduire que le peuple coréen a toujours été l'ethnie dominante sur la péninsule coréenne. Ses peuples autochtones sont présumés être des populations issues du Paléolithique et du Néolithique. Plusieurs vestiges de ces groupes d'êtres humains ont été retrouvés notamment ceux du site de Seokjang-ri, où l'on peut observer des traces de peuples autochtones des périodes primitive, moyenne et tardive. Les 4e et 5e couches de ce site, datent du Paléolithique ancien (150 000 ans). La 3e couche supérieure est estimée à 40 000 à 100 000 ans, et la couche 2e supérieure appartient à la culture du Paléolithique supérieur, plus précisément de 30 690 ans selon la méthode de datation au radiocarbone.

### Informations génétiques

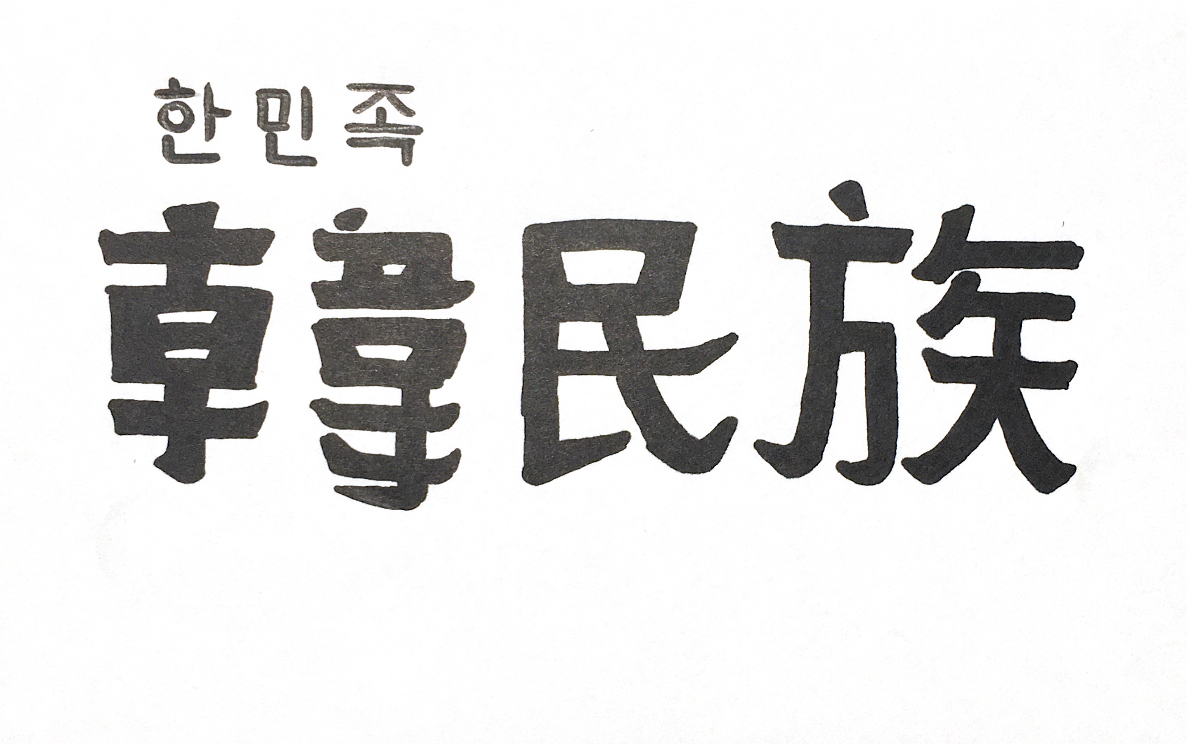
Han-minjok ("peuple coréen") écrit en hangeul et en hanja.

Récemment, des recherches ont été menées en utilisant des tests génétiques. Les Coréens sont généralement inclus avec les Japonais comme un groupe ethnique originaire du Nord de la Mongolie. Après la 4e période glaciaire, on suppose qu'un groupe de type mongoloïde originaire du lac Baïkal a migré vers l'Asie du Sud-Est. Les caractéristiques de ces mongoloïdes sont qu'ils vivaient dans un climat rude, dans la région la plus froide de l'ère glaciaire et ils avaient ainsi une épaisse peau au niveau du visage, des yeux marron bridés, des cheveux raides, des pommettes saillantes et la tache mongoloïde au niveau des hanches. On retrouve pareillement cette tache mongoloïde en Asie centrale, dans l'est de la Turquie, dans l’Himalaya, en Chine et au Japon.

## Langue
La langue coréenne standard (hangeul/hanja : 표준 한국어/標準韓語, RR : pyojun hangug-eo issu de la prononciation chinoise de biāozhǔn hányǔ) appartient à la famille des langues coréaniques qui sont, selon Martine Robbeets, rapprochées aux langues japoniques en tant que groupe linguistique de l'Altaï. 
Le coréen standard est un isolat linguistique basé sur un vocabulaire qui lui est propre et enrichi par des termes chinois. Elle est retranscrite jusqu'au début du XXe siècle à l'aide des caractères chinois, les hanja (hanzi en chinois) et qui seront remplacé par le hangeul, système d'écriture phonétique propre à la Corée.
Plusieurs dialectes du nord au sud de la péninsule coréenne sont encore parlés actuellement. Chaque parler s'est directement transformé du proto-coréen individuellement des autres parlers séparés par les frontières naturelles. Depuis 1948, la Corée du Sud a opté comme langue nationale le parler de Hanseong retranscris en hangeul et en hanja tandis que Corée du Nord le parler de Pyongyang (munhwaŏ) retranscris uniquement au moyen de l'alphabet hangeul. Il existe également une autre langue coréanique sur l'île de Jeju au sud de la Corée : le jeju.

## Costume traditionnel

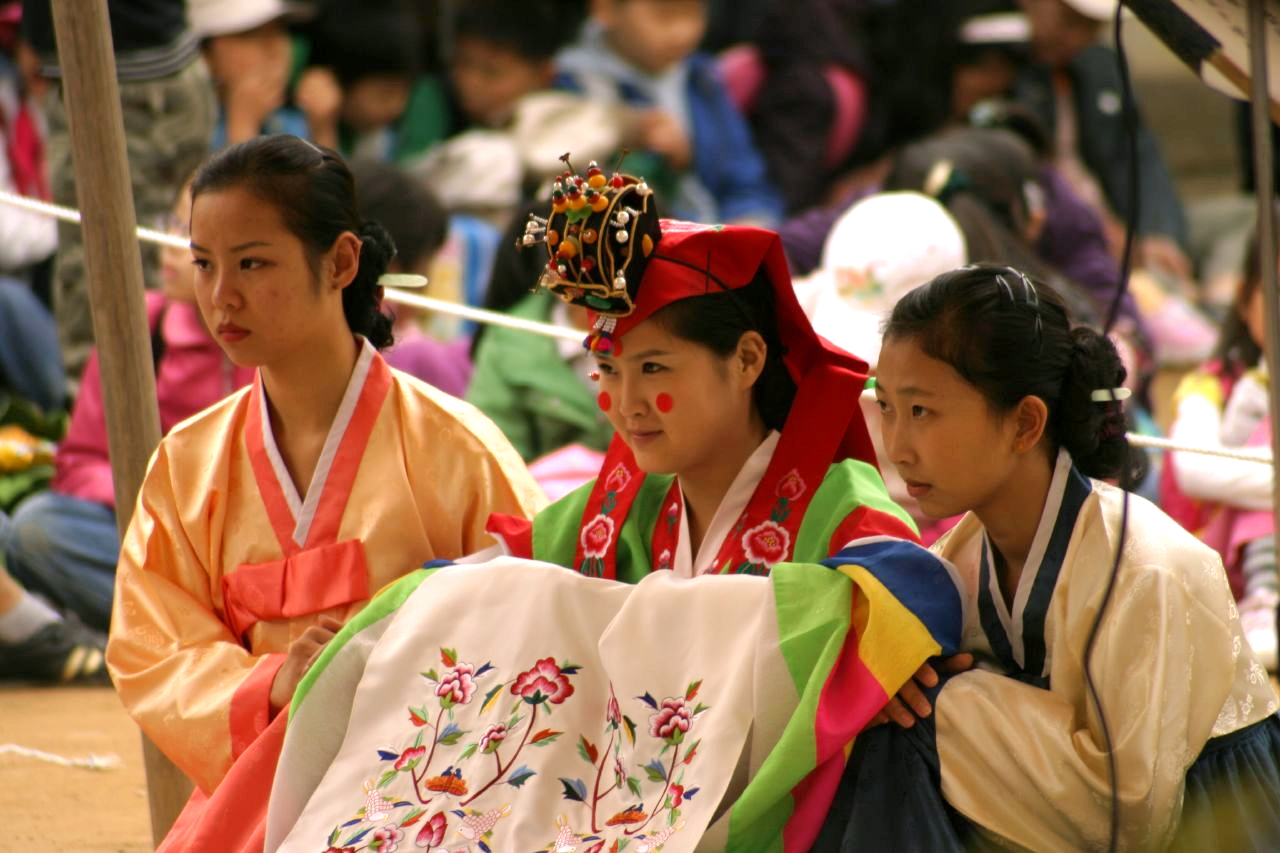
Mariage coréen traditionnel.

Le costume coréen est le hanbok (한복) ou appelé également joseonot (조선옷).  Il se caractérise par des couleurs vives et des lignes simples et se porte principalement lors d'occasions particulières.

## Migrations et diaspora
Pendant la colonisation japonaise en Corée, de nombreux Coréens ont émigré, de force ou non, vers le Japon où leurs descendants vivent encore, ainsi que des immigrants coréens plus récents. Le statut social et politique de ces Coréens-Japonais (Zainichi Kankokujin, de nationalité sud-coréenne, Zainichi Chosenjin, de nationalité nord-coréenne, les deux catégories représentant 613.791 personnes en 2003, sans compter les personnes naturalisées, une dizaine de milliers par an, et les enfants de mariages mixtes, de nationalité japonaise) constitue un problème important pour la société japonaise qui les considère comme des étrangers quelle que soit leur génération d'arrivée.
De nombreux Coréens ont émigré aux États-Unis, l'un d'entre eux, Jay Kim (en),  a même été élu (républicain) au Congrès de 1992 à 1998 et a tenté, quelques années plus tard, de se présenter à l'élection au poste de maire de Séoul.